# 韓愈
韓 愈（かん ゆ、大暦3年（768年） - 長慶4年12月2日（824年12月25日））は、中国唐代中期を代表する文人・士大夫である。字は退之（たいし）。河南府河陽県の出身。本貫は南陽郡。

## 略歴
3歳のとき父の韓仲卿を、14歳のとき兄の韓会を失って兄嫁の鄭氏に養われ、育った。貞元8年（792年）に進士に及第する。その後、監察御史、中書舎人、吏部侍郎（この官によって「韓吏部」とも呼ばれる）、知京兆府事などの官を歴任した。
元和12年（817年）、裴度に従い呉元済の乱の鎮圧に参加した。
元和13年（818年）、30年に1度の開帳に供養すれば利益があるとして信仰を集めていた鳳翔の法門寺の仏舎利が、長安の宮中に迎えられ、供養されることとなった。元和14年（819年）、韓愈は『論仏骨表』を憲宗に奉って極諌した。結果、崇仏皇帝であった憲宗の逆鱗に触れ、潮州刺史に左遷された。
元和15年（820年）、憲宗が崩御して穆宗が即位すると、再び召されて国子祭酒に任じられた。その後は兵部侍郎・吏部侍郎を歴任し、長慶4年（824年）に死去した。礼部尚書を追贈された。

## 作品
韓愈は、六朝以来の文章の主流であった四六駢儷文が修辞主義に傾斜する傾向を批判し、秦漢以前の文を範とした達意の文体を提唱し（古文復興運動）、唐宋八大家の第一に数えられている。この運動に共鳴した柳宗元は、韓愈とともに「韓柳」と並称される。
古文復興運動は、彼の思想の基盤である儒教の復興と表裏をなすものであり、その観点から著された文章として、「原人」「原道」「原性」などが残されている。その排仏論も、六朝から隋唐にかけての崇仏の傾向を斥け、中国古来の儒教の地位を回復しようとする、彼の儒教復興の姿勢からきたものであった。その傾向を受けついだのは高弟の李翺である。
詩人としては、新奇な語句を多用する難解な詩風が特徴で、平易で通俗的な詩風を特徴とする白居易に対抗する中唐詩壇の一派を形成し、孟郊・張籍・李賀・王建・賈島など「韓門の弟子」と称する詩人たちを輩出した。
詩人としてもある程度の名声を持っているが、より有名なのは散文の作家としてであり、中国の近い過去千年間の散文の始祖ともされる。
文集に『韓昌黎集』40巻・『外集』10巻がある。

## 伝記資料
- 『旧唐書』巻160
- 『新唐書』巻176

## 訳注文献
- 『韓愈　中国詩人選集 11』 清水茂訳注、岩波書店、1958年 - 度々重版
- 『韓愈　漢詩大系 11』 原田憲雄訳・解説、集英社、1965年 - 度々重版
- 『新釈漢文大系 70・71　唐宋八大家文読本 一・二』[3] 星川清孝訳注、明治書院、1976年
  - 『唐宋八大家文読本 〈韓愈〉 新書漢文大系30』 明治書院、白石真子編、2006年。新書判
- 『新釈漢文大系 詩人編 8　韓愈・柳宗元』 赤井益久訳著、明治書院、2021年
- 『韓愈Ⅰ・Ⅱ　世界古典文学全集 第30巻A・B』 清水茂訳注、筑摩書房、1986-87年、復刊2005年 - 韓昌黎集の全訳
- 『韓愈詩訳注』 川合康三・緑川英樹・好川聡編、研文出版、2015年～。全5冊予定[4]